# Ниссен-Саломан, Генриетта
Генриетта Ниссен-Саломан (урождённая Ниссен, швед. Henriette Nissen-Saloman; 12 марта 1819, Гётеборг, Швеция, — 27 августа 1879, Бад-Гарцбург, Германия) — шведская певица и музыкальный педагог.

## Биография
Училась в Париже пению у Мануэля Гарсиа и фортепиано у Фредерика Шопена. Дебютировала в партии Эльвиры в «Дон Жуане» в 1842 году. Гастролировала по Европе, в 1852 году вышла замуж за скрипача и композитора Сигфрида Саломана. С 1859 года вместе с мужем жила и преподавала в Санкт-Петербурге, была профессором Санкт-Петербургской консерватории.
Среди учеников Ниссен-Саломан — Наталия Ирецкая, Фёдор Стравинский, Анна Бичурина, Мария Каменская, Елизавета Лавровская, Александра Крутикова, Анна Полякова-Хвостова, Юзефина Решке, Альма Фострём и Наталья Погожева.
Посмертно (1881) опубликована капитальная «Полная школа пения».